# Midas (empresa)
Midas es una compañía especializada en el mantenimiento del automóvil que está presente en los cinco continentes como cadena de franquicias. Tras su despegue inicial como especialista en tubos de  escape, pasaron a ser un servicio integral de mantenimiento del automóvil.

## Historia
El primer establecimiento Midas fue fundado por Nate H. Sherman en Macon (Georgia, Estados Unidos) en 1956 y estaba especializado en tubos de escape y silenciadores. Tras su rápida expansión por los Estados Unidos, Canadá y México, llegó a Francia en 1976 extendiéndose por Europa y el Norte de África. Aunque el origen y el nombre de la marca es común a todos los talleres, los centros Midas distribuidos por Europa, Norte de África y América Latina son parte del grupo francés Mobivia y los de Estados Unidos, Canadá y resto del mundo forman parte de la Corporación TBC. 

## Cronograma
- 1956 : Nate H. Sherman funda Midas en Macon (Georgia, Estados Unidos) especializándose en el cambio de tubos de escape.
- 1957  : En un año de existencia inauguran un centenar de establecimientos con el modelo de franquicia.
- 1966  : Amplía sus servicios al sector de los amortiguadores.
- 1967  : Es adquirida por IC Industries (Grupo Whitman, propietarios de PepsiAmericas).
- 1976  : Abre su primer centro en Francia.
- 1988  : Inaugura su primer centro en España.
- 1997  : El grupo Whitman, empresa matriz de Midas, decide su escisión previa la presentación en la Bolsa de Nueva York (NYSE).
- 1998  : Los centros de Europa, América Latina y Norte de África son vendidos al Grupo Magneti Marelli, filial de Fiat.
- 2004  : Fiat vende los centros Midas de Europa, América Latina y África al Grupo Norauto (Mobivia).
- 2012 : Corporación TBC adquirió los derechos para operar Midas en los Estados Unidos, Canadá y el resto del mundo[3]

## Desarrollo en España
En España, Midas se estableció en 1988 como servicio de mantenimiento de automóviles. Dos tercios de los establecimientos son franquiciados y el resto son centros gestionados directamente por la compañía.

Como servicios novedosos, introdujeron el concepto de reparación rápida sin cita previa y presupuestos gratuitos. A partir de 2010, introdujeron el servicio alternativo a las revisiones oficiales garantizado para todas las marcas y modelos. A partir de 2015 amplían sus servicios al sector de las motocicletas. Su última apuesta por el coche conectado les lleva al  desarrollo de una aplicación móvil para maximizar la seguridad de los conductores, que permite conocer el estado del coche, las potenciales averías, geolocalización en tiempo real, velocidad, km recorridos, eco conducción y toda la información referente al mantenimiento.

Cuentan con una política ambiental que promueve el uso de vehículos híbridos como vehículos de sustitución, y la gestión y reciclaje de los residuos generados en los talleres. Tanto los residuos peligrosos como los no peligrosos son transportados a centros de reciclaje especializados: neumáticos, aceites, filtros y envases sucios, líquido refrigerante, piezas metálicas, catalizadores y aerosoles.